# 파주광일중학교
파주광일중학교(坡州光一中學校)는 대한민국 경기도 파주시 월롱면 영태리에 있는 사립 중학교이다.

## 학교 연혁
- 1959년 2월 25일 : 재단법인 광일학원 설립, 초대 이사장 박광일 취임
- 1959년 3월 21일 : 파주여자중학교 개교, 초대 교장 박광일 취임
- 2007년 3월 1일 : 파주여자중학교에서 파주광일중학교 교명 변경
- 2010년 11월 19일 : 정목재 준공(24실)
- 2020년 4월 11일 : 제16대 이사장 박준석 취임
- 2022년 3월 1일 : 제14대 교장 권미주 취임
- 2024년 1월 5일 : 제63회 47명 졸업

## 참고 자료
- 파주광일중학교 - 한국교육학술정보원 학교알리미